# Gådeå
Gådeå är en tidigare småort i Säbrå socken i Härnösands kommun. Byn har fått sitt namn av vattendraget Gådaån. Gådeå möter Gådeåberget i norr, Härnösand i öst och Nässjön i väst. I Gådeån finns en gård från 1798, och vid ån finns ruiner av varierande slag och ålder. Den gamla kvarnen, som revs sent 1900-tal, gamla husruiner och gårdar, och ruinerna efter, troligen, Europas första elverk. Längs med ån finns en promenadslinga med bro och trappor. Vid 2015 års småortsavgränsning angav SCB att Gådeå inte uppfyller de nya krav SCB har på en småort.